# Johann Simon Mayr

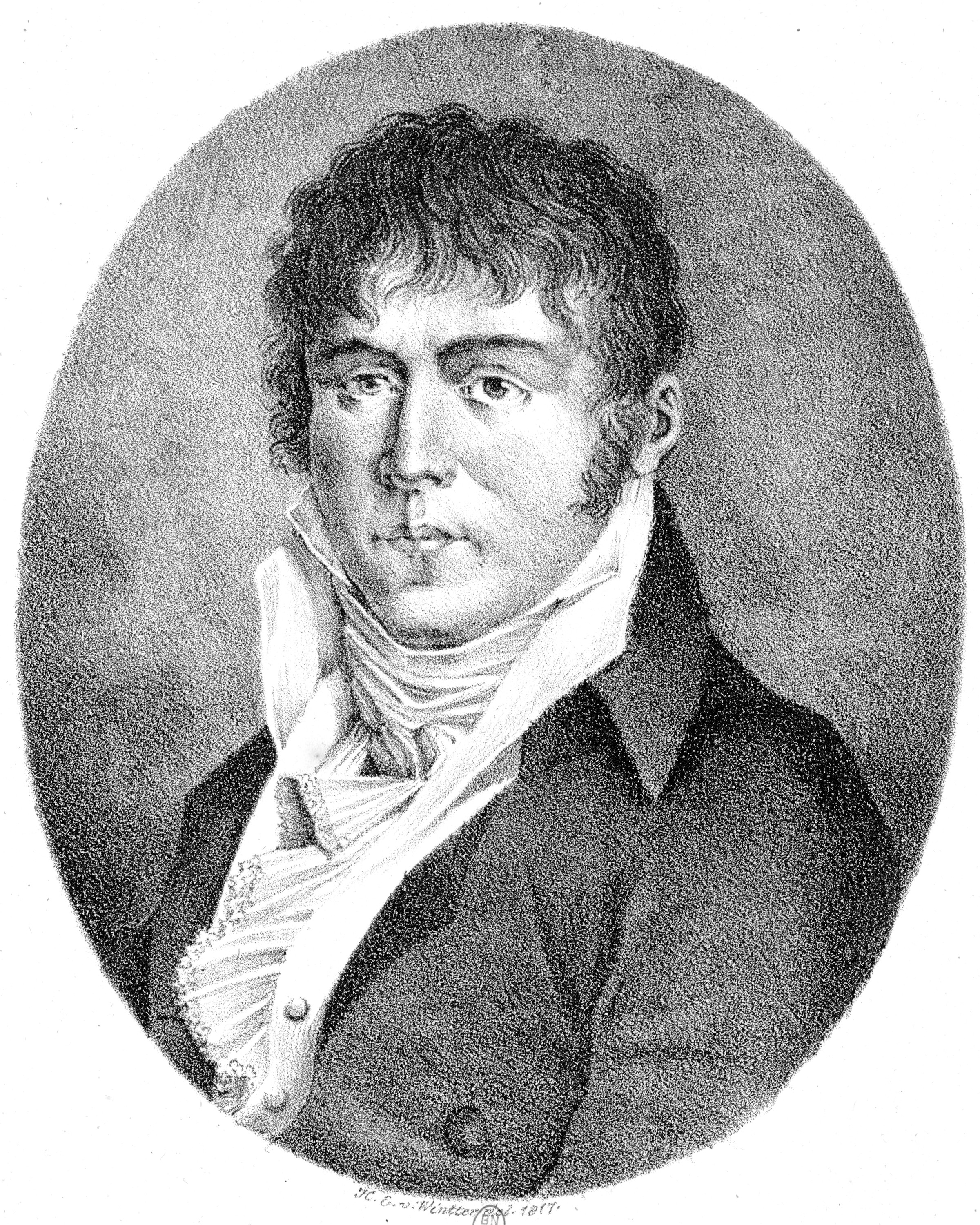
Johann Simon Mayr

Johann(es) Simon Mayr (* 14. Juni 1763 in Mendorf bei Altmannstein, Landkreis Eichstätt; † 2. Dezember 1845 in Bergamo) war ein deutscher Komponist und Musiklehrer, der in Italien lebte und vor allem als Komponist italienischer Opern bekannt ist. Daher ist er auch unter seinem italienischen Namen Giovanni Simone Mayr bekannt. In die Musikgeschichte ging er auch als Lehrer Gaetano Donizettis ein.

## Leben

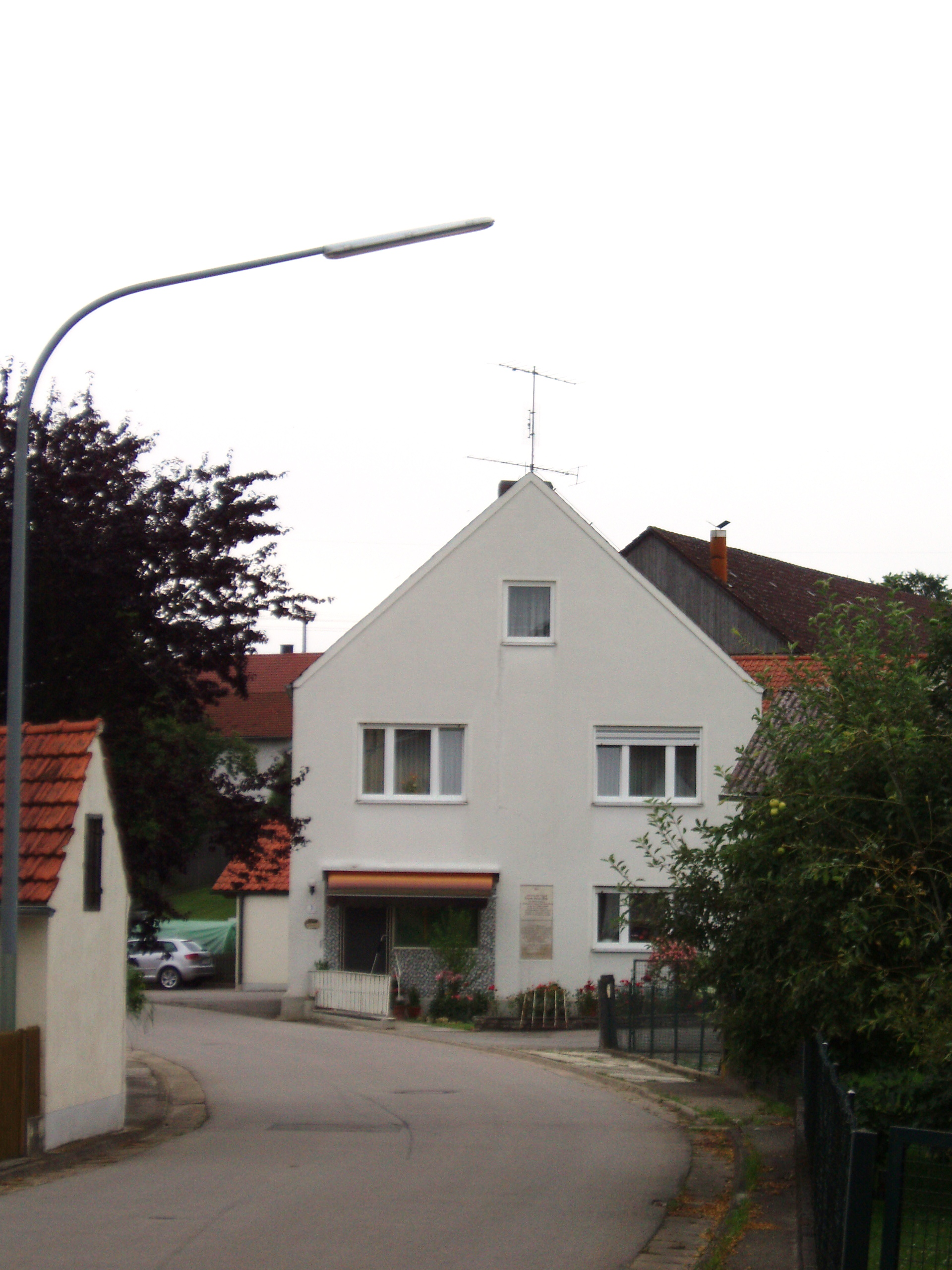
Mayrs Geburtshaus in Mendorf

Johann Simon war zweiter Sohn von fünf Kindern des Josef Mayr, Lehrer und Orgelspieler, und der Maria Anna Prantmayer, Tochter eines Bierbrauers aus Augsburg. Sein Vater gab ihm ersten Musikunterricht. Nach 1769 erhielt Mayr im Benediktinerkloster Weltenburg seine schulische Ausbildung und wechselte 1774 an das Jesuitenkolleg Ingolstadt, wo er wegen seiner außerordentlichen musikalischen Begabung einen Freiplatz erhielt. Ab 1777 studierte er in Ingolstadt Theologie, Philosophie, Medizin, Jura und Kirchenrecht und war daneben als Organist tätig. Die ersten seiner Kompositionen wurden 1786 in Regensburg veröffentlicht, eine Sammlung von zwölf Liedern (Lieder bei dem Clavier zu singen). Adam Weishaupt, Mayrs Professor für Kirchenrecht, gründete 1776 mit einigen Intellektuellen den Geheimbund der Illuminaten. Dieser war ein Dorn im Auge von Kurfürst Karl Theodor. Gedankengut der Aufklärung war Gesprächsthema dieses Bundes. 
1787 wurde Baron Thomas de Bassus auf Johann Simon Mayr aufmerksam und holte ihn als Musiklehrer auf seinen Landsitz Schloss Sandersdorf, einen damals bedeutenden Treffpunkt der Illuminaten. Als die bayerische Polizei das Schloss besetzte, floh Johann Simon Mayr nach Poschiavo in der Schweiz und gelangte 1789 nach Bergamo. Hier studierte er bei Carlo Lenzi, Kapellmeister in der Kirche Santa Maria Maggiore. Das befriedigte Mayr nicht und er beabsichtigte, nach Ingolstadt zurückzuziehen. Graf Pesenti überzeugte ihn, in Italien zu bleiben und in Venedig bei Ferdinando Bertoni zu studieren, dem Kapellmeister des Markusdoms, einem damals bekannten Komponisten sakraler Musik.
Mayr studierte bei Bertoni und knüpfte dabei enge Kontakte mit der italienischen Theaterszene. Er schrieb in Venedig sein erstes Oratorium Jacob a Labano fugiens, seine erste Messe, einige Vespern und einige Kantaten. 1796 heiratete er Angiela Venturali, die Tochter eines Venezianer Kaufmanns.

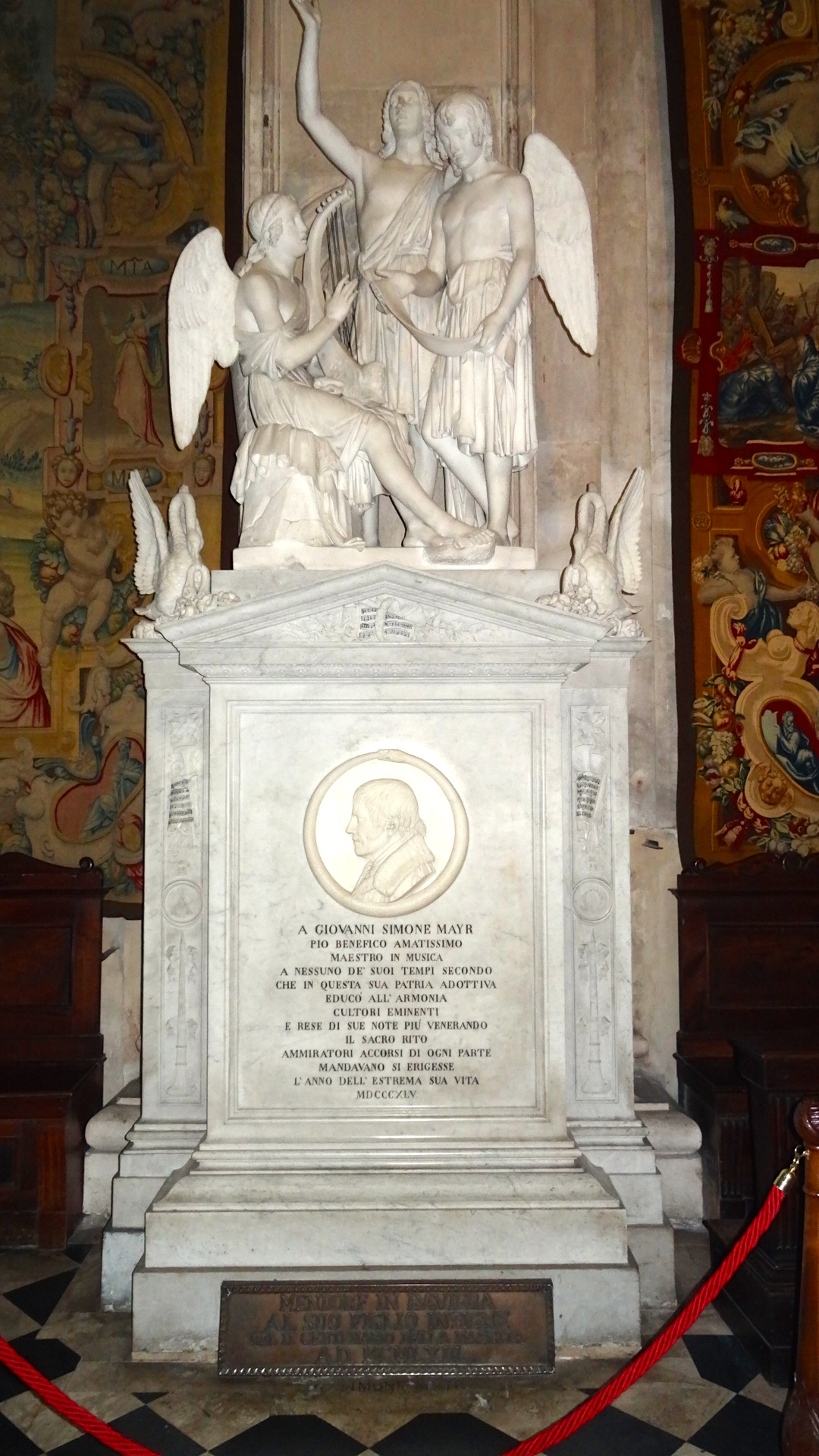
Grabmal Mayrs

Von großer Bedeutung waren Mayrs Begegnungen mit Niccolò Piccinni und Peter von Winter, die ihn ermutigten, den Weg des Opernkomponisten einzuschlagen. Nach einigen kirchenmusikalischen Werken übernahm er im Jahr 1794 den Auftrag, für den Karneval die Oper Saffo zu schreiben. In den folgenden dreißig Jahren entstanden etwa 60 Opern, die in ganz Europa aufgeführt wurden. Napoleon bot Mayr die Stelle des Operndirektors in Paris an. In seinen letzten 20 Lebensjahren wendete sich Mayr wieder der Kirchenmusik zu. Von 1802 bis zu seinem Tod hatte er die Kapellmeisterstelle an der Kirche Santa Maria Maggiore in Bergamo. Er entdeckte das musikalische Talent von Gaetano Donizetti; dieser gilt als sein bedeutendster Schüler.
Im Jahr 1838 besuchte er seine Schwester in Bayern, wo die dortigen Musikschaffenden ihn begeistert empfingen. Am Ende seines Lebens erblindete er. Er starb in Bergamo im Alter von 82 Jahren und wurde neben Donizetti in der Kirche Santa Maria Maggiore bestattet. 
Mayr stand der Illuminaten-Bewegung nahe; ob er Mitglied der Illuminaten war, ist ungewiss.

## Nachwelt
1875 wurden Johann Simon Mayr und sein Schüler Donizetti durch die Stadt Bergamo geehrt. Die Särge beider Musiker wurden in die Basilika Santa Maria Maggiore übertragen. Zu diesem Anlass komponierte der italienische Komponist Amilcare Ponchielli eine Kantate.
1964 wurde in Riedenburg die nach dem Komponisten benannte Johann-Simon-Mayr-Realschule gegründet, 1995 die internationale Simon-Mayr-Gesellschaft. Im Sommer 2023 wurde die Grundschule in Sandersdorf anlässlich der Einweihung des Ganztags-Anbaues nach dem Komponisten benannt.

## Werke (Auswahl)

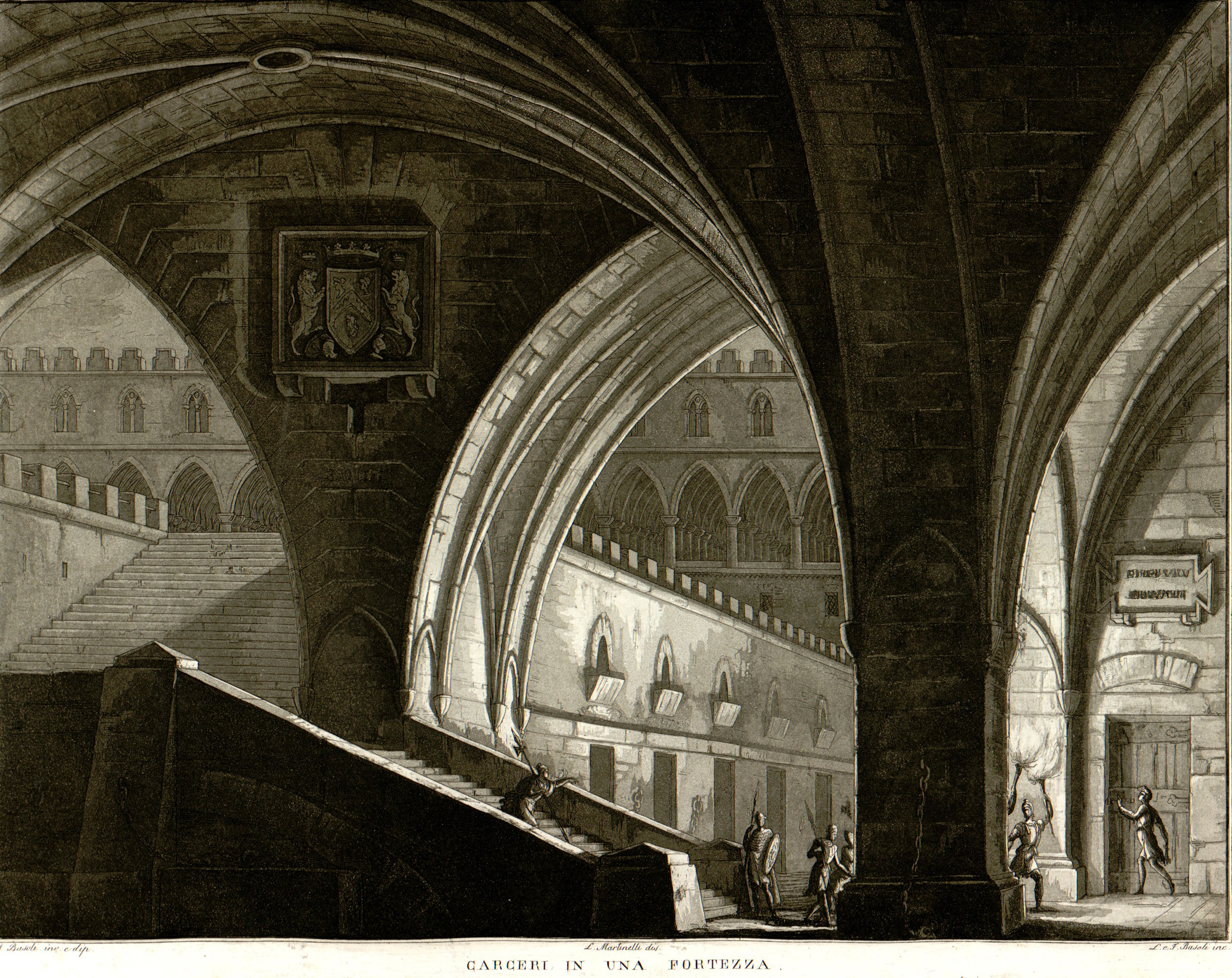
Bühnenbildentwurf für La rosa bianca e la rosa rossa (Mailand 1819)

Johann Simon Mayr gilt als einer der bedeutendsten Komponisten der italienischen Oper des frühen 19. Jahrhunderts. Er schrieb mehr als 60 Opern und 600 Kirchen- und Kammermusikwerke, die in den letzten Jahren eine Renaissance erfahren. Mayr bediente sich der zeitüblichen Formen der Opera buffa, Opera semiseria, vor allem aber Farsa und Opera seria. „Fast die Hälfte aller Mayr-Opern – und nahezu alle Erfolgsstücke – sind serie.“ Bei manchen Werken ist die Quellenlage unsicher. So wurde im Herbst 2009 Medea in Corinto in Zusammenarbeit mit dem Verlag Ricordi in einer quellenkritischen Neu-Edition am Theater St. Gallen gezeigt. Im Sommer 2010 wurde die Oper in einer Inszenierung von Hans Neuenfels an der Staatsoper München aufgeführt.

### Opern
| Titel | Genre                              | Librettist                                                                       | Ort der UA                                                  | Datum der UA       | Überlieferung (Auswahl)                                                              |
| --- | ---------------------------------- | -------------------------------------------------------------------------------- | ----------------------------------------------------------- | ------------------ | ------------------------------------------------------------------------------------ |
| Verter | –                                  | Simeone Antonio Sografi nach Goethe                                              | Venedig, Privataufführung                                   | 1794               | (Mayrs Urheberschaft zweifelhaft)                                                    |
| Saffo, ossia i riti d’Apollo Leucadio                                                                                                   | dramma per musica                  | Simeone Antonio Sografi                                                          | Venedig, La Fenice                                          | 17. Februar 1794   | Partiturautograph in I-BGc 188                                                       |
| La Lodoiska | dramma per musica                  | Francesco Gonella nach Filette-Loreux                                            | Venedig, La Fenice                                          | 26. Januar 1796    | Partiturautograph (unvollst.) in I-BGc 169                                           |
| Un pazzo ne fa cento (I rivali delusi; la contessa immaginaria)                                                                         | dramma giocoso                     | Giuseppe Maria Foppa nach Domenico Somigli                                       | Venedig, San Samuele                                        | 8. Oktober 1796    | Teilautographe Partitur in I-BGc 180                                                 |
| Telemaco nell’isola di Calipso | dramma per musica                  | Simeone Antonio Sografi                                                          | Venedig, La Fenice                                          | 16. Januar 1797    | Teilautographe Partitur in I-BGc 167                                                 |
| L’intrigo della lettera (Il pittore; Il pittore astratto; L’imbroglio della lettera)                                                    | farsa                              | Giuseppe Maria Foppa                                                             | Venedig, San Moisé                                          | 24. September 1797 | Teilautographe Partitur in I-BGc 172                                                 |
| Il secreto (Il segreto; Il matrimonio per concorso)                                                                                     | farsa                              | Giuseppe Maria Foppa                                                             | Venedig, San Moisé                                          | 24. September 1797 | Partiturautograph in I-BGc 172, I-PAc                                                |
| (Un) Avviso ai maritati | opera buffa / dramma giocosa       | Francesco Gonella nach Marmontel                                                 | Venedig, San Samuele                                        | 15. Januar 1798    | Teilautographe Partitur in I-BGc 180                                                 |
| Lauso e Lidia | dramma per musica                  | Giuseppe Maria Foppa nach Marmontel                                              | Venedig, La Fenice                                          | 14. Februar 1798   | Kopistenpartitur in I-BGc 191                                                        |
| Adriano in Siria | dramma per musica                  | nach Pietro Metastasio                                                           | Venedig, San Benedetto                                      | 13. April 1798     | –                                                                                    |
| Che originali! (Gli originali; Il pazzo per la musica; Le melomane; Il trionfo della musica; Il fanatico per la musica; La musicomania) | farsa / opera buffa                | Gaetano Rossi                                                                    | Venedig, San Benedetto                                      | 18. Oktober 1798   | Kopistenpartituren in I-Mc Noseda G3                                                 |
| Amor ingegnoso | farsa                              | Caterino Mazzolà                                                                 | Venedig, San Benedetto                                      | 27. Dezember 1798  | Partiturautograph in I-BGc 174                                                       |
| L’ubbidienza per astuzia | farsa                              | Caterino Mazzolà                                                                 | Venedig, San Benedetto                                      | 27. Dezember 1798  | Partiturautograph in I-BGc 174                                                       |
| Adelaide di Guesclino | dramma per musica                  | Gaetano Rossi nach Voltaire                                                      | Venedig, La Fenice                                          | 1. Mai 1799        | Partiturautograph (unvollst.) in I-BGc 195                                           |
| L’accademia di musica | farsa giocosa                      | Gaetano Rossi                                                                    | Venedig, San Samuele                                        | August 1799        | Partiturautograph in I-BGc 2                                                         |
| Labino e Carlotta (Werter e Carlotta; Sabino e Carlotta)                                                                                | farsa                              | Gaetano Rossi                                                                    | Venedig, San Benedetto                                      | 9. Oktober 1799    | Kopistenpartitur in I-BGc 174                                                        |
| L’avaro | farsa                              | Giuseppe Maria Foppa nach Goldoni nach Molière                                   | Venedig, San Benedetto                                      | November 1799      | Teilautographe Partitur in I-BGc 178                                                 |
| La Lodoiska | opera semiseria                    | –                                                                                | rev. Fassung des Werks von 1796 für Parma, nicht aufgeführt | (1799)             | Kopistenpartitur (unvollst.) in I-BGc 292                                            |
| La locandiera (La bella locandiera) | farsa                              | Gaetano Rossi nach Goldoni                                                       | Vicenza, Teatro Berico                                      | Frühjahr 1800      | Partiturautograph (unvollst.) in I-BGc 298                                           |
| Il carretto del venditore d’aceto (L’oro fa tutto; L’acetaio; Il barile portentoso)                                                     | farsa giocosa                      | Giuseppe Maria Foppa nach L. S. Mercier                                          | Venedig, Sant’Angelo                                        | 28. Juni 1800      | Kopistenpartitur in I-BGc 175                                                        |
| L’imbroglione e il castiga-matti | farsa                              | Giuseppe Maria Foppa                                                             | Venedig, San Moisé                                          | Herbst 1800        | (Verbleib unbekannt)                                                                 |
| L’inconvenienze teatrali | farsa                              | nach Simeone Antonio Sografi                                                     | Venedig, San Luca                                           | Herbst 1800        | (Verbleib unbekannt)                                                                 |
| L’equivoco ossia Le bizzarie dell’amore (I due viaggiatori)                                                                             | dramma giocoso                     | Giuseppe Maria Foppa                                                             | Mailand, La Scala                                           | 5. November 1800   | Kopistenpartituren in I-BGc 181, 182                                                 |
| Gli sciti | dramma per musica                  | Gaetano Rossi nach Voltaire                                                      | Venedig, La Fenice                                          | 26. Dezember 1800  | Partiturautograph (unvollst.) in I-BGc 291                                           |
| I virtuosi (I virtuosi a teatro) | farsa                              | Gaetano Rossi                                                                    | Venedig, San Luca                                           | 26. Dezember 1801  | Teilautographe Partitur (unvollst.) in I-BGc 175                                     |
| Ginevra di Scozia (Ariodante; Ginevra ed Ariodante)                                                                                     | dramma serio eroico per musica     | Gaetano Rossi nach Ariosto                                                       | Triest, Teatro Nuovo                                        | 21. April 1801     | Partiturautograph in I-Mr                                                            |
| Le due giornate (Le due giornate di Parigi; Il portatore d’acqua)                                                                       | dramma eroicomico per musica       | Giuseppe Maria Foppa nach Jean Nicolas Bouilly                                   | Mailand, La Scala                                           | 18. August 1801    | Partiturautograph in I-Mr                                                            |
| Argene | dramma eroico per musica           | Gaetano Rossi nach V. Monti                                                      | Venedig, La Fenice                                          | 28. Dezember 1801  | Teilautographe Partitur in I-BGc 192                                                 |
| I misteri elusini (Antinoo in Eleusi; Polibete)                                                                                         | dramma per musica                  | Giuseppe Bernadoni                                                               | Mailand, La Scala                                           | 16. Januar 1802    | Partiturautograph in I-Mr                                                            |
| I castelli in aria ossia Gli amanti per accidente                                                                                       | farsa                              | Giuseppe Maria Foppa                                                             | Venedig, San Benedetto                                      | Mai 1802           | (Verbleib unbekannt)                                                                 |
| Ercole in Lidia | dramma per musica                  | Giovanni de Gamerra                                                              | Wien, Burgtheater                                           | 29. Januar 1803    | Kopistenpartitur in A-Wgm                                                            |
| Gl’intrighi amorosi | dramma giocoso                     | Giuseppe Bertati                                                                 | Parma, Teatro Ducale                                        | Karneval 1803      | (Verbleib unbekannt, evtl. Bearbeitung von L’intrigo della lettera)                  |
| Le finte rivali | melodramma giocoso                 | Luigi Romanelli                                                                  | Mailand, La Scala                                           | 20. August 1803    | Kopistenpartitur in I-BGc 184                                                        |
| Alonso e Cora (La vergine del sole) | dramma per musica                  | Giuseppe Bernadoni nach Marmontel                                                | Mailand, La Scala                                           | 26. Dezember 1803  | Partiturautograph in I-Mr                                                            |
| Amor non ha ritegno (La fedeltà delle vedove)                                                                                           | melodramma eroicomico              | Francesco Marconi nach Carlo Gozzi                                               | Mailand, La Scala                                           | 18. Mai 1804       | Kopistenpartitur in I-Mc Noseda F.71/1.11                                            |
| Elisa ossia Il Monte San Bernardo; Il passagio di Monte San Bernardo                                                                    | dramma sentimentale                | Gaetano Rossi nach Jacques-Antoine de Révéroni Saint-Cyr                         | Venedig, San Benedetto                                      | 5. Juli 1804       | Kopistenpartitur in I-Fc B.82 A.111.107-109                                          |
| Zamori ossia L’eroe dell’Indie | dramma musicale                    | Luigi Prividali und N.N.                                                         | Piacenza                                                    | 10. August 1804    | Kopistenpartitur in I-BGc 194                                                        |
| Eraldo ed Emma | dramma eroico per musica           | Gaetano Rossi                                                                    | Mailand, La Scala                                           | 8. Januar 1805     | Kopistenpartitur in I-Fc A11.132-133                                                 |
| Di locanda in locanda e sempre in sala                                                                                                  | farsa                              | Luigi Giuseppe Buonavoglia nach E. Mercier-Dupaty                                | Venedig, San Moisé                                          | 5. Juni 1805       | Partiturautograph in I-BGc 21                                                        |
| L’amor coniugale (Il custode di buon cuore)                                                                                             | farsa sentimentale                 | Gaetano Rossi nach Jean Nicolas Bouilly nach Pierre Gaveaux                      | Padua, Teatro Nuovo                                         | 26. Juli 1805      | Partiturautographe in I-Mr und I-BGc 280                                             |
| La roccia di Frauenstein (Gli emigrati di Franconia)                                                                                    | melodramma eroicomico              | Gaetano Rossi nach Angelo Anelli                                                 | Venedig, La Fenice                                          | 26. Oktober 1805   | Kopistenpartitur in I-Mc                                                             |
| Gli americani (Idalide) | melodramma eroico                  | Gaetano Rossi                                                                    | Venedig, La Fenice                                          | 26. Dezember 1805  | Partiturautographe in I-BGc 198 und US-Wc                                            |
| Ifigenia in Aulide | azione seria drammatica            | Apostolo Zeno                                                                    | Parma                                                       | Karneval 1806      | (Verbleib unbekannt, wahrscheinlich später umgearbeitet zu Il Sacrifizio d’Ifigenia) |
| Palmira (Il trionfo della virtù e dell’amore)                                                                                           | dramma per musica                  | –                                                                                | Florenz, Teatro La Pergola                                  | Herbst 1806        | (Umarbeitung von Zamori, Kopistenpartitur in I-Fc A.111.113-115)                     |
| Il piccolo compositore di musica | farsa                              | –                                                                                | Venedig, San Moisé                                          | 1806               | (Verbleib unbekannt)                                                                 |
| Adelasia e Aleramo | melodramma serio                   | Luigi Romanelli                                                                  | Mailand, La Scala                                           | 28. Dezember 1806  | Kopistenpartitur in I-Mc 243.187                                                     |
| Né l’un, né l’altro | dramma giocoso                     | Angelo Anelli                                                                    | Mailand, La Scala                                           | 17. August 1807    | Partiturautograph in I-BGc 203                                                       |
| Belle ciarle e tristi fatti (L’imbroglio contro l’imbroglio)                                                                            | dramma giocoso                     | Angelo Anelli                                                                    | Venedig, La Fenice                                          | November 1807      | Partiturautograph in I-Mr                                                            |
| I Cherusci | dramma per musica                  | Gaetano Rossi                                                                    | Rom, Teatro Argentina                                       | Karneval 1808      | Partiturautograph (unvollst.) in D-Mbs                                               |
| Un vero originale (La finta sposa; Il barone burlato)                                                                                   | burletta per musica                | M. A. Brunetti                                                                   | Rom, Teatro Valle                                           | 1808               | Kopistenpartitur in I-BGc 185                                                        |
| Il ritorno di Ulisse | azione eroica per musica           | Luigi Prividali                                                                  | Venedig, La Fenice                                          | Karneval 1809      | Partiturautograph in I-BGc 199                                                       |
| Raoul di Crequi | dramma per musica                  | Luigi Romanelli nach Monvel                                                      | Mailand, La Scala                                           | 26. Dezember 1810  | Partiturautograph in I-Mr                                                            |
| Amore non soffre opposizione (Amore irresistibile)                                                                                      | opera giocosa / opera buffa        | Giuseppe Maria Foppa                                                             | Venedig, San Moisé                                          | Karneval 1810      | Partiturautograph in I-BGc 185                                                       |
| L’amor filiale (Il disertore) | farsa sentimentale                 | Gaetano Rossi                                                                    | Venedig, San Moisé                                          | Karneval 1811      | Kopistenpartitur in I-BGc 178                                                        |
| Il sacrifizio d’Ifigenia | azione seria drammatica per musica | G. Arici nach François-Louis Gand Le Bland Du Roullet                            | Brescia, Teatro Grande                                      | Karneval 1811      | –                                                                                    |
| Tamerlano | melodramma serio                   | Luigi Romanelli nach Morel                                                       | Mailand, La Scala                                           | 26. Dezember 1812  | Partiturautograph in I-Mr                                                            |
| La rosa bianca e la rosa rossa (Il trionfo dell’amicizia; Le due rose)                                                                  | melodramma eroico                  | Felice Romani nach R. C. G. de Pixérécourt                                       | Genua, S. Agostino                                          | 21. Februar 1813   | Kopistenpartitur in I-BGc 289                                                        |
| Medea in Corinto | melodramma tragico                 | Felice Romani nach Euripides                                                     | Neapel, San Carlo                                           | 28. November 1813  | Partiturautograph in I-BGc 320                                                       |
| Elena (Elena e Costantino) | dramma eroicomico per musica       | Andrea Leone Tottola                                                             | Neapel, Teatro dei Fiorentini                               | 28. Januar 1814    | Partiturautograph in I-BGc 189                                                       |
| Atar (Il serraglio d’Ormus) | melodramma serio                   | Felice Romani nach Beaumarchais                                                  | Genua, S. Agostino                                          | Juni 1814          | Partiturautograph in I-Mr                                                            |
| Le due duchesse ossia La caccia dei lupi (Le due amiche)                                                                                | dramma semiserio                   | Felice Romani                                                                    | Mailand, La Scala                                           | 7. November 1814   | Partiturautograph in I-Mr                                                            |
| Cora | dramma per musica                  | Francesco Berio di Salsa                                                         | Neapel, San Carlo                                           | 27. März 1815      | Kopistenpartitur in I-Nc (vollständige Neufassung von Alonso e Cora)                 |
| Mennone e Zemira (La figlia dell’aria ossia La vendetta di Giunone)                                                                     | dramma per musica                  | Gaetano Rossi                                                                    | Neapel, San Carlo                                           | 22. März 1817      | Partiturautograph in I-Nc 14.2.12-14                                                 |
| Amor avvocato | commedia per musica                | –                                                                                | Neapel, Teatro dei Fiorentini                               | Frühjahr 1817      | Kopistenpartituren in I-Nc X.7.813                                                   |
| Lanassa | melodramma eroico                  | Gaetano Rossi und Bartolomeo Merelli nach La veuve di Malabar von A. M. Lamierre | Venedig, La Fenice                                          | Dezember 1817      | (Verbleib unbekannt)                                                                 |
| Alfredo il grande, Re degli Anglo Sassoni                                                                                               | melodramma per musica              | Bartolomeo Merelli nach Gaetano Rossi                                            | Bergamo, Teatro della Società                               | 26. Dezember 1819  | Partiturautograph in I-BGc 201                                                       |
| Le danaide (Danao) | melodramma serio                   | Felice Romani                                                                    | Rom, Teatro Argentina                                       | Karneval 1819      | Partiturautograph in I-Mr                                                            |
| Fedra | melodramma serio                   | Luigi Romanelli                                                                  | Mailand, La Scala                                           | 26. Dezember 1820  | Partiturautograph in I-Mr                                                            |
| Demetrio | dramma per musica                  | nach Pietro Metastasio                                                           | Turin, Teatro Regio                                         | Karneval 1824      | (Verbleib unbekannt)                                                                 |

### Kantaten
- Femio, ossia La musica custode della fede maritale (Kantate für 3 Stimmen und Orchester, Text von Francesco Boaretti, 1791, Venedig)
- Ero (Kantate für eine Stimme und orch, Text von Giuseppe Maria Foppa, 1793, Venedig)
- Temira e Ariosto (Kantate für 4 Stimmen und Orchester, 1795, Venedig)
- Apelle e Campase (1795, Venedig; verschollen)
- Le sventure di Leandro (Kantate für 1 Stimme, Chor und Orchester, Text della contessa Velo, 1797, Vicenza)
- Traiano all’Eufrate (Kantate für 3 Stimmen, coro e orch, Text von Angelo Anelli, 1807, Milano)
- Alcide al bivio (cantata per più voci e orch, 1809, Bergamo)
- Cantata per la morte di Haydn (cantata per tenore, più voci e orch, 1809, Bergamo)
- Cantata per le nozze di Napoleone con Maria Luisa d’Austria (cantata per 3 voci, coro e orch, Text del conte Carrara-Spinelli, 1810, Bergamo)
- Ferramondo (cantata per 1 voce, coro e orch, Text del conte Carrara-Spinelli, 1810, Bergamo)
- Cantata per la nascita del re di Roma (cantata per 3 voci, coro e orch, 1811, Bergamo)
- Numa Pompilio (cantata per 1 voce, coro e orch, Text von Muletti, 1811, Bergamo)
- Egeria (Kantate für 1 Stimme, Chor und Orchester, Text von C. Arici, 1816, Brescia)
- Annibale (Kantate per tenore e orch, 1816, Bergamo)
- Lo spavento (Kantate per tenore e orch, 1816, Bergamo)
- La tempesta (cantata per tenore e orch, 1816, Bergamo)
- Le feste d’Ercole (cantata per 1 voce, coro e orch, 1816, Bergamo)
- L’armonia (1816, Bergamo)
- Il sogno di Partenope (melodramma allegorico, testo di Urbano Lampredi, 1817, Neapel)
- Arianna e Bacco (cantata per 1 voce, coro e orch, 1817, Bergamo)
- Arianna e Nasso (cantata per 1 voce e orch, 1818, Neapel)
- Cantata per la morte di Antonio Capuzzi (canta per 2 voci, testo di Muletti, coro e orch, 1818, Bergamo)
- Inno a Pallade (testo di Vincenzo Monti, 1820, Milano; perduta)
- Piccola cantata (cantata per 3 voci, coro e orch, 1822, Bergamo)
- Innalzamento al trono del giovane re Gioas (cantata per soprano, tenore, basso, più voci e orch, 1822)
- La vita campestre (cantata per tenore e orch, 1823, Bergamo)
- L’autunno (1824)
- Cantata per la morte di Beethoven (cantata per 1 voce, coro e orch, 1827, Bergamo)
- Schiera di fausti eventi (cantata per 4 voci, coro e orch, 1838, Bergamo)
- Weitere 5 Kantaten für mehrere Solisten
- Weitere 31 Kantaten für einen Solisten

### Weltliche Gesangswerke
- Über 40 Canzonetten, Arien, Lieder und Trios für Klavier, darunter:
  - 12 Lieder (1786, Regensburg)
  - 12 ballate veneziane (1797, London)
  - 6 canzonette e duettini (Wien)
  - Italienische und deutsche Lieder
- Diversi lavori vocali con orchestra per la Scuola Musicale di Bergamo

### Oratorien und heilige Dramen

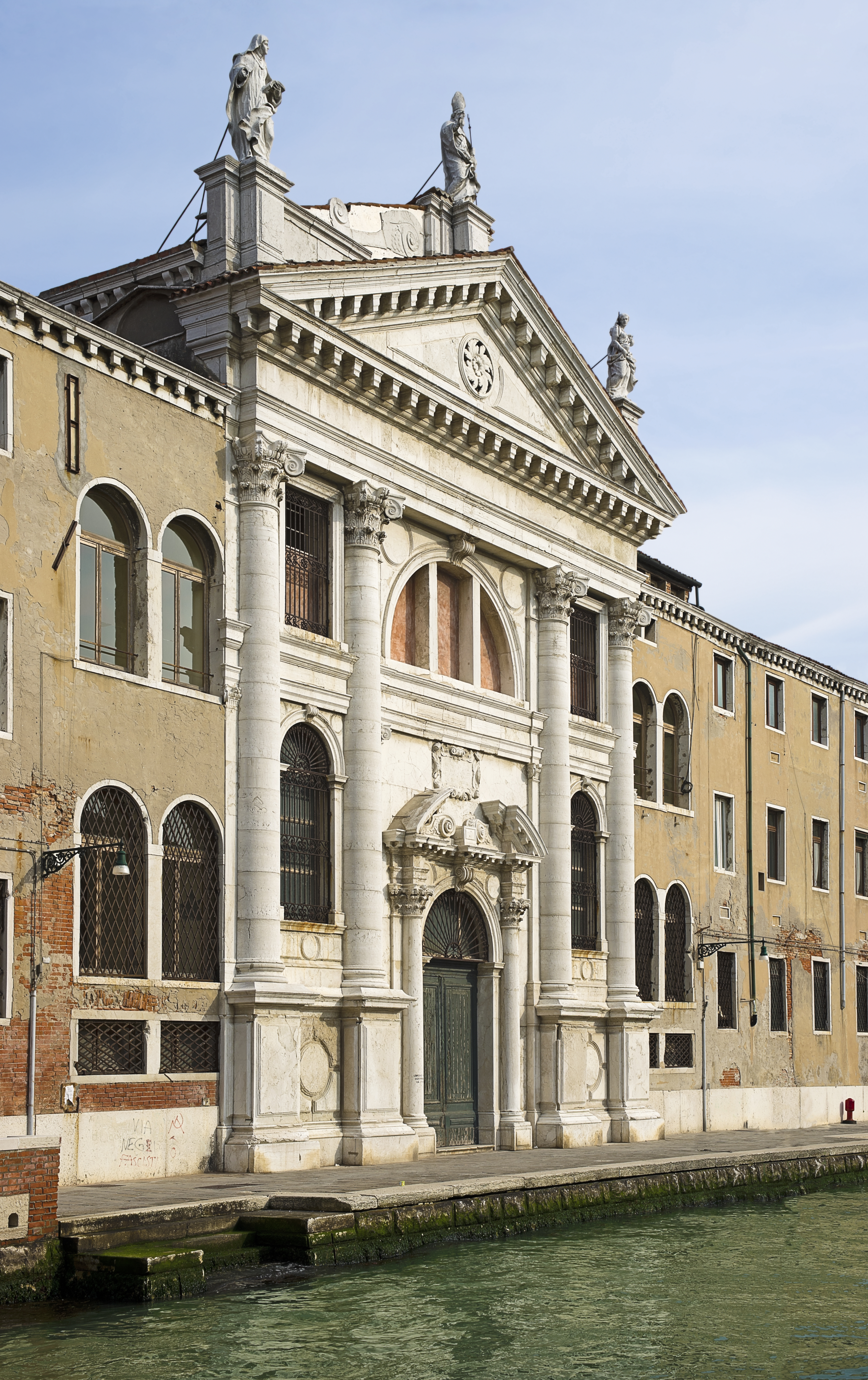
Chiesa di San Lazzaro dei Mendicanti, Venedig

- Iacob e Labano fugiens (Oratorium in lateinischer Sprache, Libretto von Giuseppe Maria Foppa, 1791, Venezia)
- Sisara (Oratorium in lateinischer Sprache, Libretto von Giuseppe Maria Foppa, 1793, Venedig Kirche San Lazzaro dei Mendicanti)
- Tobiae matrimonium (Oratorium in lateinischer Sprache, 1794, Venedig)
- La passione (Oratorium in italienischer Sprache, 1794, Forlì)
- David in spelunca Engeddi (Oratorium in lateinischer und italienischer Sprache, 1795, Venedig)
- Il sacrificio di Iefte (Oratorium in italienischer Sprache, 1795, Forlì)
- Il ritorno di Jefte, o Il voto incauto (Oratorium in italienischer Sprache, Libretto von Jacopo Ferretti, 1814, Rom)
- Gioas salvato (Oratorium in italienischer Sprache, 1816–17, Palermo)
- Ifigenia in Tauride (Heiliges Drama, Musik in szenischer Form, nach Apostolo Zeno, 1817, Florenz; verschollen)
- Samuele (Oratorium in italienischer Sprache, Libretto di Bartolomeo Merelli, 1821, Bergamo)
- Atalia (Heiliges Drama, Musik mit Bühnenbild, Libretto von Felice Romani, 1822, Neapel)
- San Luigi Gonzaga (Oratorium in italienischer Sprache, Libretto von P. Cominazzi, 1822, Bergamo)

### Andere Kirchenmusik
- Messe für Novara (1812)
- Messe c-Moll für Soli, Chor und Orchester (1826)
- Messe für Einsiedeln (1826)
- 7 Requien
- 277 Sätze für Messen
- 28 Sätze für Requiem
- 111 Sätze für Trauer
- 159 Sätze für Vesper
- 43 inni
- 14 Antiphonen
- 29 movimenti per funzioni della Settimana Santa
- 13 Motetten
- Weitere 11 sakrale Werke

### Instrumentalmusik

#### Musik für Orchester
- 57 Sinfonien
- 2 Sinfonien concertanti
- 2 Konzerte für Klavier
- 2 Ballette
- 3 Intermezzi
- 3 Märsche
- 1 Konzertsatz für Viola

#### Kammermusik
- 3 Sonaten für Klavier und andere Musikinstrumente
- 8 Sonaten 6 per fiati
- 13 settetti per fiati
- 3 ottetti per fiati
- 2 sestetti per archi e fiati
- Quintette für archi

#### Musik für Tasteninstrumente
- 4 Sonaten
- 10 Sinfonien
- 58 Studien
- 10 Divertimenti
- Sonata für Orgel
- 2 Sinfonien für Orgel

### Noten
- Klavierbüchlein, München, G. Ricordi, c 2006,
- 12 bagatelle a 3 per flauto, clarinetto e fagotto. Adliswil; Lottstetten, Edition Albert J. Kunzelmann, 2001
- Musiche per organo, PAIDEIA Brescia/Bärenreiter Kassel, Brescia 1982

## Diskografie
- Medea in Corinto – Eaglen, Kenny, Ford, Miles, Parry, Opera Rara ORC11 [1993]
- Konzertmitschnitte von Werken von Johann Simon Mayr – Wilhelm Schmailzl, Karlskron [1996]
- Samuele – Fono-Schallplattengesellschaft, Laer [1997]
- L’Armonia / Cantata for the death of Beethoven – Talia Or (Sopran), Altin Piriu (Tenor), Nikolay Borchev (Bass), Simon Mayr Choir, Ingolstadt Georgian Chamber Orchestra, Leitung: Franz Hauk, Naxos [1997]
- Che Originali – Guild [1999]
- Stabat mater – Dynamic [1999]
- Passion, Canzonen und Arien – Agora 2000
- Messe c-Moll – Guild [2001]
- Ginevra di Scozia – Elisabeth Vidal (Sopran); Daniela Barcellona (Mezzosopran); Antonio Siragusa (Tenor); Luca Grassi (Bariton); Giuseppina Piunti (Sopran); Marco Lazzara (Countertenor); Orchestra del Teatro Verdi di Trieste; Tiziano Severini (Leitung). Label: Opera Rara ORC23 [2002]
- La Passione – Kammerorchester Ingolstadt Guild [2002]
- Atalia – Franz Hauk, Maria Jette, Simon Mayr Chor, Guild [2003]
- Sisara – Accademia I Filarmonici di Verona, Simon Mayr Chor, Leitung: Franz Hauk, Guild GmbH, aufgenommen in der Kirche Maria de Victoria in Ingolstadt (Asamkirche) [2004]
- La Rosa Bianca e la Rosa Rossa – Antonacci, Anselmi, Serraicocca, Canonici, Facini, Briccetti; Fonit Cetra RFCD [2007]
- David in Spelunca Engaddi – Naxos [2008]
- L’Amor Coniugale – Naxos Oper [2008]
- Tobiae Matrimonium – Simon Mayr Chor und Ensemble, Naxos [2009]
- Medea in corinto – Theater St. Gallen, Oehmsclassic [2010]
- Fedra – Chiaudani, Nelsen, Zagorski, Lee, Schaller, OEHMS Classics 920
- Verter – Herrmann, Gemmabella, Cicchetti, Salsi, Zarelli, Terracini, Czech Chamber Soloists, Leitung: Paul Terracini Bongiovanni, [2004] GB 2343-4.
- Te Deum / Missa Solemnis, Simon Mayr, Wolfgang Amadeus Mozart – Ingolstadt Georgian Chamber Music Orchester, Naxos [2010]
- Gioas – Andrea Lauren Brown, Robert Sellier, Cornel Frey, Andreas Burkhart, Simon Mayr Chorus & Ensemble; Leitung: Franz Hauk, Naxos [2012]
- Concerto Bergamasco, Concerto d-Moll – Natalie Schwaabe (Flöte/Piccolo) & Andrea Steinberg (Klarinette/Bassetthorn) Franz Hauk (Cembalo) Naxos [2012]

## Filme
- Martin Pfeil und Hermann Käbisch: Der vergessene Musiker: Johann Simon Mayr (1763–1845). INTV Media Ingolstadt, 1995 (VHS, 30 Min.)

## Nachweise
1. 1 2  www.br-klassik.de: "Vater der italienischen Oper"
2. ↑  Namensgebung und Einweihung des Ganztags-Anbaues, Donau-Kurier vom 30. Juni 2023, abgerufen am 14. Januar 2024
3. ↑  Uta Schaumberg: Die opere serie Giovanni Simone Mayrs (Mayr-Studien 3), 1999, Bd. 1, S. 8

| Personendaten    | Personendaten                                                          |
| ---------------- | ---------------------------------------------------------------------- |
| NAME             | Mayr, Johann Simon                                                     |
| ALTERNATIVNAMEN  | Mayr, Johannes Simon; Mayr, Simon; Mayr, Giovanni Simone (italienisch) |
| KURZBESCHREIBUNG | deutscher Komponist und Musiklehrer                                    |
| GEBURTSDATUM     | 14. Juni 1763                                                          |
| GEBURTSORT       | Mendorf, heute Altmannstein, Landkreis Eichstätt                       |
| STERBEDATUM      | 2. Dezember 1845                                                       |
| STERBEORT        | Bergamo                                                                |